# Verat volador
El verat volador, xoric, xoriguer o juliola voladora (Dactylopterus volitans) és una espècie de peix teleosti de la família Dactylopteridae.

## Morfologia
- Talla: màxima de 50 cm, comuna entre 15 i 30 cm.
- Cos allargat i recobert d'escates petites, fortes i rugoses.
- El dors i els flancs del cap són totalment cuirassats per ossos dèrmics.
- El cap es perllonga cap al darrere per l'existència de dues llargues espines a cada costat; una, sobre el dors, i l'altra sobre el preopercle.
- Ulls grans i circulars.
- Dues carenes sobre l'extrem distal del peduncle caudal.
- Dues aletes dorsals; la primera amb dues espines lliures, i les restants unides per una membrana; la segona dorsal, amb una espina, i la resta formada per radis tous.
- Les pectorals queden dividides en dues parts; l'anterior, amb radis curts, forma un lòbul estret i falciforme de la mateixa llargada que el cap; la posterior, llarga i ampla, recorda una ala.
- Aleta anal curta.
- Les ventrals, en posició toràcica.
- La caudal, arrodonida als joves i escotada als adults.
- Coloració marronosa o rosada amb petites taques fosques o blavoses.
- Les pectorals blaves, tacades d'ocels clars envoltats de fosc.
- Mucosa bucal i cambres branquials ataronjades.

## Comportament
Espècie bentònica, habitant dels fons de sorra o fang a les aigües costaneres poc profundes i praderies marines entre 10 i 80 m.

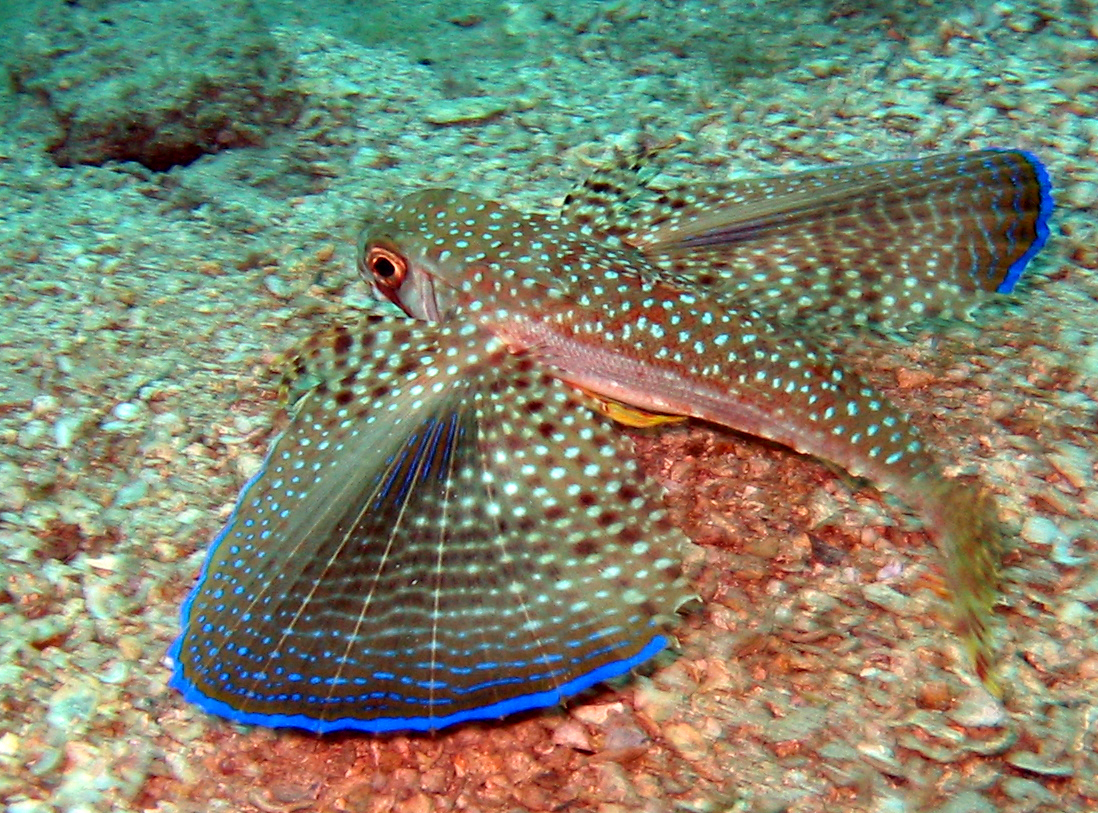
Verat volador fotografiat a Ilha Grande, Angra dos Reis, Brasil.

## Alimentació
S'alimenta de crustacis (crancs), bivalves i petits peixos.

## Reproducció
Es reprodueix de maig a juliol.

## Distribució geogràfica
Present a l'Atlàntic Oriental des de les Illes Britàniques i Portugal a Angola. A tota la Mediterrània tret de la mar Negra. També es troba a l'Atlàntic Occidental des de Massachusetts a l'Argentina.

## Pesca
Peix poc apreciat comercialment.
La pesca és artesanal i les captures, ocasionals, amb arts de platja, teranyina, soltes, palangres i tremalls de fons, volantí i arts d'arrossegament.